# Quận Alpine, California
Quận Alpine là quận nhỏ nhất về mặt dân số ở bang California. Theo cuộc điều tra dân số năm 2000, quận này có dân số 1208 người. Quận này không có thành phố này. Quận lỵ là Markleeville.
Quận Alpine nằm ở Sierra Nevada, giữa hồ Tahoe và Vườn quốc gia Yosemite.

## Lịch sử
Quận Alpine đã được thành lập năm 1864 trong thời kỳ bùng nổ về bạc do sự phát hiện ra mỏ ở Comstock Lode gần đó. Quận này đã được thành lập từ các khu vực của các quận Amador, El Dorado, Calaveras và Tuolumne. Lúc mới thành lập, quận có dân số 11.000 người. Tuy nhiên, đến năm 1868 thì các mỏ bạc tỏ ra không thu kết quả lắm nên dân số giảm xuống còn 1.200.
Sau vụ đổ xô đi tìm bạc nay, nền kinh tế của quận Alpine hầu như là trồng trọt, chăn nuô và đốn gỗ. Đến thập niên 1920, dân số chỉ vẻn vẹn 200 người. Với việc xây dựng các khu nghỉ dưỡng Bear Valley và khu nghỉ mát trượt tuyết Kirkwood cuối thập niên 1960, dân số của quận đã tăng lên mức hiện nay.

## Địa lý
Theo Cục điều tra dân số Hoa Kỳ, quận có tổng diện tích 1.925 km² (743 mi²). 1.913 km² (739 mi²) là diện tích đất và 12 km² (5 mi²) (0,61%) là diện tích mặt nước.